# Verwaltungsgemeinschaft Großwallstadt
Die Verwaltungsgemeinschaft Großwallstadt im unterfränkischen Landkreis Miltenberg wurde im Zuge der Gemeindegebietsreform am 1. Mai 1978 gegründet und zum 1. Januar 1980 bereits wieder aufgelöst.
Der Verwaltungsgemeinschaft hatten die Gemeinden Großwallstadt und Niedernberg angehört.